# Robby Buyens
Robby Buyens (Temse, 2 december 1964) is een Belgisch voormalig voetballer en huidig voetbalcoach en manager.

## Spelerscarrière
Buyens startte op jonge leeftijd zijn loopbaan bij de jeugd van KSK Beveren. Hij behoorde tot de lichting Carl Massagie, Marc van Britsom en Frank Peeraer die allen doorstootte naar het eerste elftal. Hij maakte zijn competitie debuut in september 1985 thuis tegen Lierse (2-0) en scoorde twee weken later zijn eerste doelpunt in de thuispartij tegen Charleroi. De snelle en werklustige rechterflank speelde uiteindelijk 138 officiële wedstrijden voor de club, waaronder 91 in 1e klasse en 4 in de Europa League (inclusief de legendarische matchen tegen Athletic Bilbao). Hij won met Beveren in 1991 de titel in tweede klasse en scoorde in dat seizoen 5 competitiedoelpunten, o.a. eenmaal in de topper thuis tegen Boom (3-1) en eenmaal in de memorabele thuispartij tegen Eendracht Aalst waar Beveren een 1-3 achterstand omboog naar een sensationele 5-3 zege.
Door een steeds wederkerende achillespeeskwetsuur moest Robby noodgedwongen een stap terug zetten en vertrok in 1992 naar tweedeklasser KFC Eeklo. Nadien was hij als speler nog actief bij Berchem Sport, Red Star Haasdonk, KSV Temse en FC Nieuwkerken.
Buyens speelde verschillende internationale wedstrijden met het Belgisch militair elftal dat spelers als Enzo Scifo, Stéphane Demol, Marc Degryse en  Marc Emmers in de rangen had. Zo versloegen ze het Nederlands militair elftal met Marco van Basten en John Bosman in 1985 met 2-1.

## Trainerscarrière
Na een succesvolle spelersloopbaan werd Robby actief als trainer bij KFC Vrasene, KSK Lebbeke, KFC Sporting Sint-Gillis-Waas, KSV Temse, SK Terjoden-Welle, FC Destelbergen, SK Sint-Niklaas, KSV Bornem, SK Lochristi en KSK Beveren.
in 2006 en 2009 werd hij met KFC Sporting Sint-Gillis-Waas kampioen in 1e ¨Provinciale Oost-Vlaanderen. Met SK Terjoden-Welle werd in 2013 nipt de promotie mislopen naar Derde klasse door verlies in de eindronde. Met SK Sint-Niklaas promoveerde hij in 2015 vanuit Vierde klasse via de eindronde naar de Belgische Derde klasse, na in de reguliere competitie 2de te zijn geëindigd. In 2022 werd Robby aangesteld als technisch directeur bij SK Sint-Niklaas, maar na de mislukte overname van de club nam hij in oktober 2022 ontslag. In 2023 werd Robby aangesteld als sportief manager bij KSK Beveren. Halverwege het seizoen 2024-25 nam hij de functie van hoofdtrainer op bij KSK Beveren tot het einde van het seizoen.

## Palmares
Als speler
 KSK Beveren
- Tweede klasse (1): 1990-91

Als trainer
 KFC Sporting Sint-Gillis-Waas
- Eerste Provinciale Oost-Vlaanderen (2): 2006, 2009